# A Halál egy ringyó (Family Guy)
A Halál egy ringyó (angolul Death Is a Bitch, további ismert magyar címei: A Halál egy szuka és Halandó Halál) a Family Guy második évadjának a hatodik része. Összességében ez a tizenharmadik rész. Az epizódot először az amerikai FOX csatorna mutatott be 1999. március 21-én, egy héttel az ötödik epizód után. Magyarországon a Comedy Central mutatta be 2008. október 23-án.
|  | Alább a cselekmény részletei következnek! |

## Cselekmény
Lois egy csomót talál Peter mellében, és attól tartva, hogy akár rosszindulatú is lehet, orvoshoz küldi Petert, aki nehezen, de rááll a dologra. Mielőtt elkészülnének a labor eredmények, Peter úgy viselkedik, mintha haldokolna. Eladja a régi kacatjait, hogy legyen a családnak pénze, sőt egy koporsóra is alkuszik. Amikor elkészülnek a leletek, kiderül, hogy a csomó csak egy zsíros korpuszkula. Peter úgy dönt, hogy új életet kezd, de mivel nem akarja kifizetni a kórházi számlát, ezért halottnak tünteti fel magát a biztosítási lapon.
Mialatt a család a jó hírt ünnepli, megjelenik a Halál, hogy elvigye Petert. Lois heves tiltakozása, és finom vacsorája ellenére meggyőzi Petert, hogy vele kell mennie. Könnyes búcsúzás után indulnak, de az úton Peter megpróbál elszaladni. A Halál üldözőbe veszi, megpróbálja megérinteni őt, de rosszul lép és kimegy a bokája.
Lois javaslatára a Halál náluk marad, amíg a bokája meggyógyul. Lois abban reménykedik, hogy közben meggyőzi őt, hogy ne vigye el Petert. A Halál figyelmezteti Petert, hogy senkinek se mondja el, hogy senki sem halhat meg, amíg ő sérült, de Peter elfecsegi a barátainak a Részeg Kagylóban. Fogad a barátaival, hogy leugrik egy felhőkarcolóról, és túléli; megiszik 300 sört anélkül, hogy alkoholmérgezést kapna, és beleköt a bár legerősebb emberébe, aki dühében többször rálő Peterre, aki nem hal meg. Egy golyó eltalálja Clevelandet, sőt egy golyó magát a lövöldözőt is. A bár összes vendége vadul lövöldözni kezd egymásra, majd nevetésben törnek ki, amikor felismerik, hogy mégis élnek.
Közben Stewie megpróbálja megölni Loist, ami sikerülne is, ha a Halál cselekvőképes lenne, így hát rájön, hogy segítenie kell a Halál gyógyulását. Épp hogy meggyőzi Lois a Halált, hogy hagyja életben Petert, amikor is vezető hír lesz, hogy a halál törvényei nem érvényesek.
A Halál dühös lesz, de ahelyett, hogy halállal büntetné Petert, neki kell átvennie a munkáját, hogy bebizonyítsa, az emberek mégis csak képesek meghalni. Első feladata, hogy meg kell ölnie a srácokat a Dawson és a haverok című filmből, akik épp egy zsúfolt repülőgépen utaznak. Peter a sok kiskorú utas miatt megtagadja a munkát, mondván, hogy „mit nézne akkor a szerdánként a tévében… bár akkor megy a Dr. House”. Közben azonban akaratlanul megöli a két pilótát, ezzel bizonyítva, hogy az emberek nem halhatatlanok. A gépet végül Karen Black színésznő rakja le földre. Griffinék és a Halál békességben válnak el a Halál felgyógyulása után. Távozóban még sikerül felborzolni a kedélyeket köszönésével: „Hamarosan visszatérek!”

## Külső hivatkozások
- A Halál egy ringyó az Internet Movie Database-ben (angolul)
- A Halál egy ringyó a Rotten Tomatoeson (angolul)
- A Halál egy ringyó a Box Office Mojón (angolul)